# Lady Croissant
Albums de Sia
Colour the Small One
(2004) Some People Have Real Problems
(2008)
Singles
1. Pictures
Sortie : 27 November 2006

Lady Croissant est un album live de la chanteuse australienne Sia, sorti en avril 2007 sous le label Astralwerks. Appelé un « mini-album » par Astralwerks, Lady Croissant contient un enregistrement studio, Pictures, ainsi que huit morceaux live enregistrés lors d'un concert en avril 2006 au Bowery Ballroom à New York. L'album comprend huit chansons écrites ou co-écrites par Sia, ainsi qu'une reprise de la chanson de Ray Davies I Go to Sleep, dont un enregistrement studio apparait en 2008 sur l'album Some People Have Real de Sia. L'album est produit par Dan Carey, mixé par Jon Citron et Taz Mattar aux Sarm Studios à Londres, et matricé par Emily Lazar et Sarah Register à The Lodge dans la ville de New York. Lady Croissant reçoit un accueil mitigé de la part des critiques. Un single est issu de l'album, Pictures, sort exclusivement sous le label American Eagle Outfitters le 27 novembre 2006.

## Composition

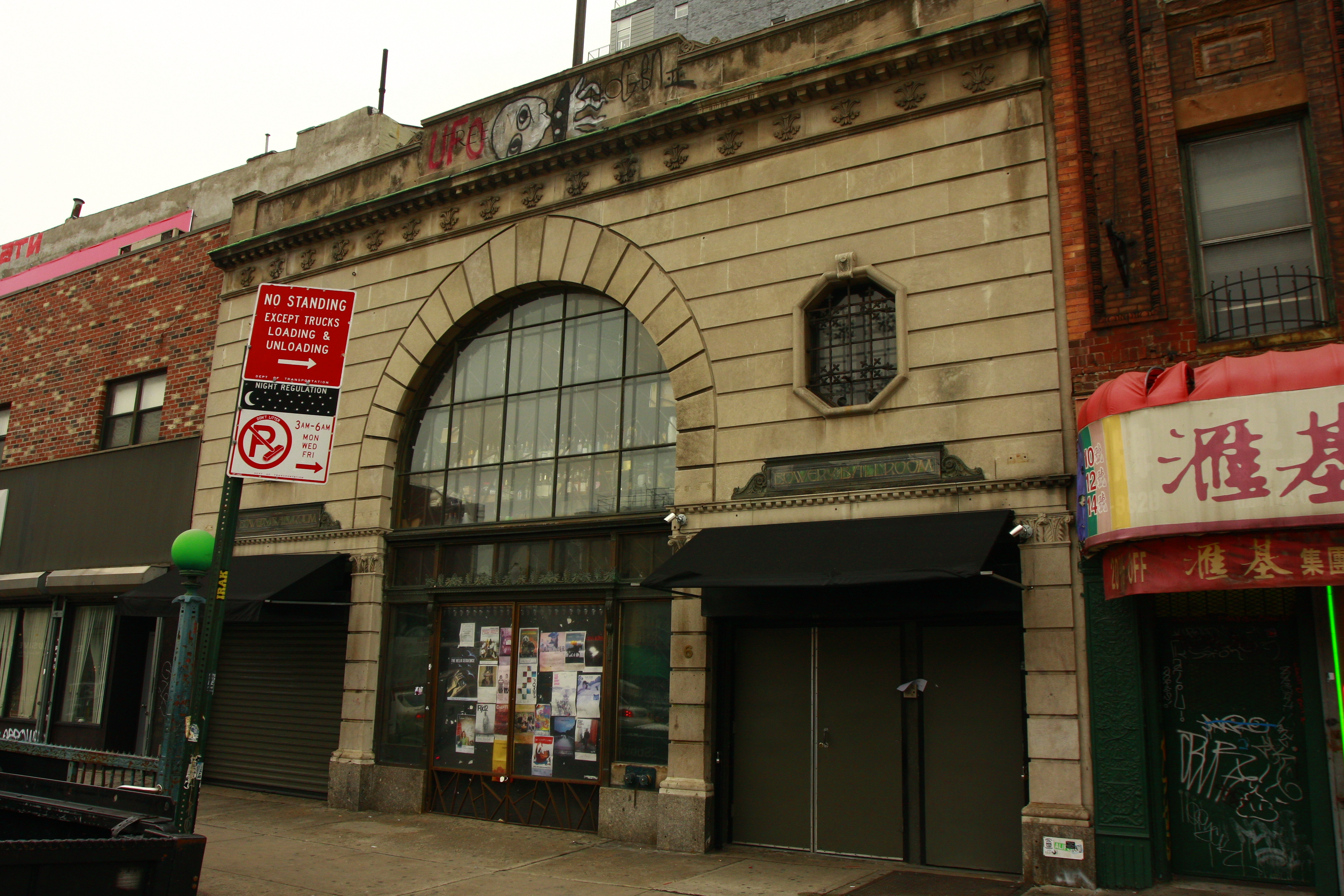
Bowery Ballroom en 2008

D'une durée d'un peu plus de quarante minutes, Lady Croissant possède neuf titres allant d'un tempo lent à moyen. L'album contient un enregistrement studio appelé Pictures, co-écrit par Dan Carey, ainsi que huit morceaux enregistrés en live au cours d'une représentation au Bowery Ballroom à New York le 17 avril 2006,. Les chansons Destiny et Distractions proviennent toutes les deux de l'album Simple Things du groupe britannique Zero 7 sorti en 2001 et pour lequel Sia faisait déjà les chœurs,. Les deux chansons ont été co-écrites par Sia et les membres de Zero 7. De plus, Destiny a été également co-écrite par Sophie Barker, intervenant elle aussi dans les chœurs de l'album Simple Things. Blow It All Away provient de album studio de Sia Healing Is Difficult sorti en 2002, et Don't Bring Me Down, Numb et Breathe Me proviennent de l'album de 2004 Colour the Small One,. Lentil et la reprise de la chanson de Ray Davies I Go to Sleep, rendue populaire à la fois par Cher et par The Pretenders, apparaitront plus tard en janvier 2008 sur l'album Some People Have Real Problems,,. Dans son interprétation d'I Go to Sleep, Sia reprend l'arrangement musical du groupe The Pretenders. L'album est produit par Carey, mixé par Jon Citron et Taz Mattar aux Sarm Studios à Londres et matricé par Emily Lazar et Sarah Register à The Lodge dans la ville de New York.

## Accueil
Lady Croissant reçoit un accueil mitigé. Marisa Brown sur AllMusic qualifie la performance vocale de Sia de « riche et passionnée » et la compare à Nelly Furtado ou Morley. Brown déclare que le groupe est « tendu et luxuriant » et la musique « très moderne, chaleureuse, mélodique et proprement complexe ». Dans sa revue pour BBC Music, Paul Sullivan écrit que l'album révèle « toute la diversité de la souplesse vocale de Sia ». Il note toutefois la participation minimum du public et estime que cela empêche à l'album de capturer « une expérience live ». Pour Sullivan, ses points forts comprennent Don't Bring Me Down, Destiny, et Lentil qui, selon lui, ont été « exécutés avec un savant mélange de franchise et de la fluidité ». Mark Perlaki de Gigwise décerne à l'album huit étoiles sur dix et estime que l'album « dresse le portrait d'une artiste qui est une étoile montante, dont la voix est inégalée dans le style et l'expression, une artiste aux portes d'une plus grande reconnaissance assurée et méritée ». La revue du Selby Times qualifie l'album d'« hypnotique » et parle d'un bon indicateur des travaux futurs de Sia. Un critique pour la radio WERS de Boston parle d'album à « couper le souffle » et écrit positivement sur le voix Sia et l'instrumentation. Comme Sullivan, le critique averti que les auditeurs qui s'attendent à un album live traditionnel avec « coupes franches et une improvisation forte » pourront être déçus.

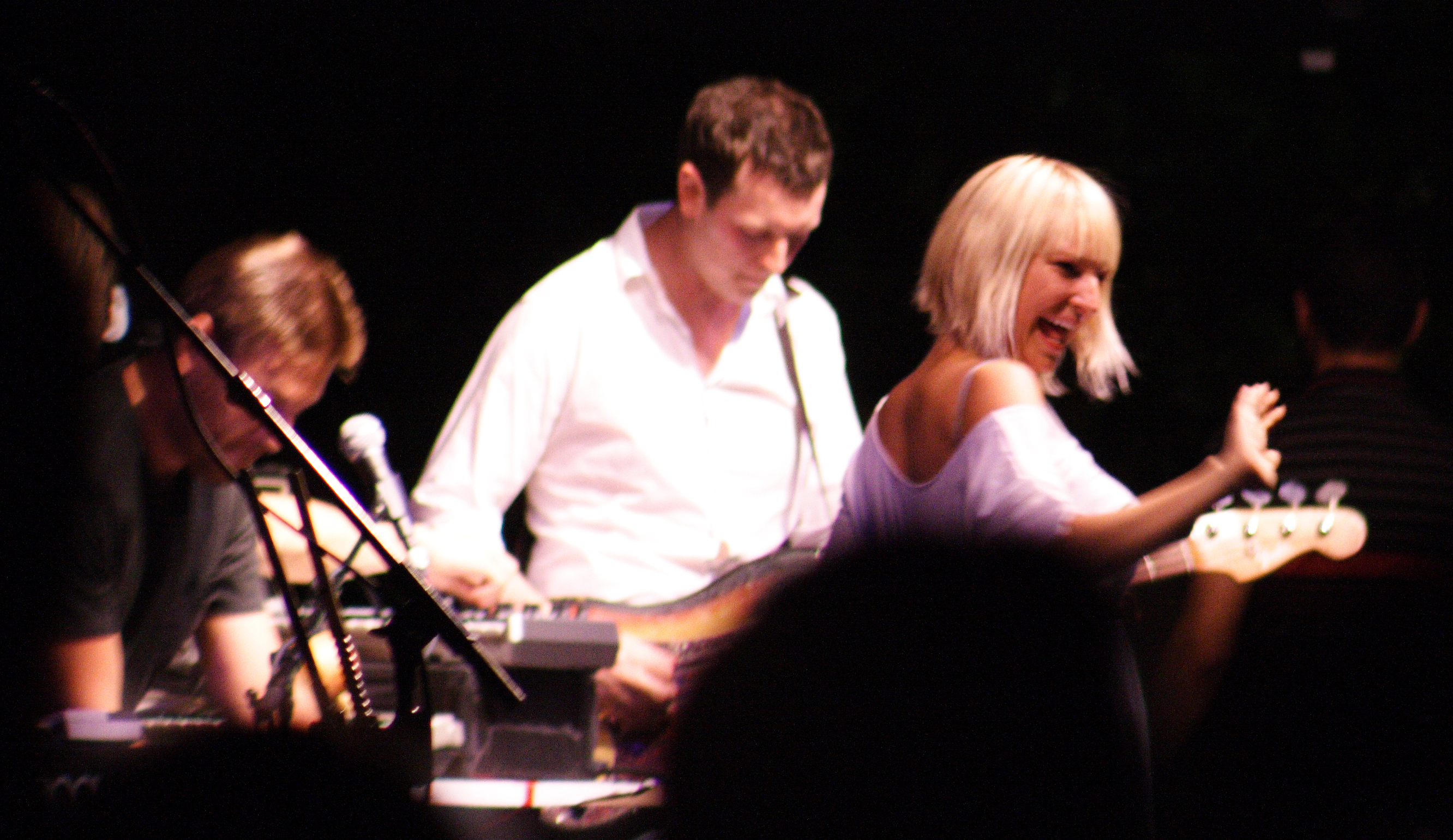
Sia et Zero 7 spectacle en 2006; Henry Binns et Sam Hardaker de Zero 7 sont crédités en tant que co-auteurs de Destiny et de Distractions

Roque Strew de Pitchfork trouve à l'accent adélaïdien de Sia une forme de « handicap », remarquant plus précisément les différences de prononciation entre les versions studio de Destiny et de Distractions et leur performance live. Strew complimente Pictures et Lentil, dont le dernier titre se distingue par le « voile de syllabes allongées et de consonnes tranchées ». Mike Schiller de Popmatters trouve que l'instrumentation est « robotique » et que les manipulations vocales et les flexions de voyelles de Sia sont « exaspérantes », voir inintelligible par moments. Schiller est cependant favorable à sa tonalité vocale et trouve la puissance de sa voix « occasionnellement transcendante ». Stuart McCaighy de This Is Fake DIY apprécie Pictures mais critique aussi la performance de Sia pour son manque de diversité et de son chant "incompréhensible" en raison de sa confusion de mots. McCaighy conclu que, comme d'autres albums live, Lady Croissant est redondant, mais sera apprécié par les fans. Le magazine australien DNA publie une critique mitigée de l'album en 2010 à la suite de la sortie de We Are Born, complimentant a voix de Sia mais suggérant que Pictures sonne comme une face B et que la sortie de l'album semble être une « rentrée d'argent » basée sur ses « récents succès ».

## Liste des pistes
| 1. | Pictures (studio recording) | Dan Carey, Sia Furler                            | 3:37 |
| 2. | Don't Bring Me Down         | Furler, Blair MacKichan                          | 4:36 |
| 3. | Destiny                     | Sophie Barker, Henry Binns, Furler, Sam Hardaker | 3:55 |
| 4. | Blow It All Away            | Kevin Armstrong, Furler, Felix Howard, MacKichan | 5:19 |
| 5. | Lentil                      | Samuel Dixon, Furler                             | 4:11 |
| 6. | Numb                        | Furler, Howard, James McMillan                   | 4:26 |
| 7. | I Go to Sleep               | Ray Davies                                       | 3:17 |
| 8. | Breathe Me                  | Carey, Furler                                    | 5:52 |
| 9. | Distractions                | Binns, Furler, Hardaker                          | 5:03 |

## Crédits
- Kevin Armstrong – compositeur
- Sophie Barker – compositeur
- Henry Binns – compositeur
- Felix Bloxsom – batterie
- Dan Carey – basse, compositeur, ingénieur du son, guitare, clavier, producteur, Wurlitzer
- Robin Danar – assistant engineer
- Ray Davies – compositeur
- John Dent – matriçage
- Samuel Dixon – basse, compositeur
- Tom Elmhirst – mixing
- Sia Furler – compositeur, chant
- José González – photographie
- Sam Hardaker – compositeur
- Felix Howard – compositeur
- Joe Kennedy – clavier
- Olliver Kraus – violoncelle
- Emily Lazar – matriçage
- Joey Lemon – mixage
- Blair MacKichan – compositeur
- Taz Mattar – mixing engineer
- James McMillan – compositeur
- Stephanie Pistel – photo de couverture, photographie
- Sarah Register – matriçage
- Michael Sendaydiego – photographie
- Gus Seyffert – guitare
- Jeff Tweedy – photographie
- Joey Waronker – batterie

## Historique de sortie
| Région      | Date         | Format                       | Label       |
| ----------- | ------------ | ---------------------------- | ----------- |
| Australie   | 3 avril 2007 | Téléchargement numérique     | Astralwerks |
| États-Unis  | 3 avril 2007 | CD, téléchargement numérique | Astralwerks |
| Royaume-Uni | 7 mai 2007   | CD, téléchargement numérique | Astralwerks |